# Eumerus
Eumerus is een vliegengeslacht uit de familie van de zweefvliegen (Syrphidae).

## Soorten
- E. amoenus Loew, 1848
- E. angustifrons Loew, 1848
- E. argyropus Loew, 1848
- E. barbarus (Coquebert, 1804)
- E. basalis Loew, 1848
- E. bayardi Séguy, 1961
- E. bernhardi Lindner, 1969
- E. caballeroi Gil Collado, 1929
- E. canariensis Baez, 1982
- E. claripennis Coe, 1957
- E. clavatus Becker, 1923
- E. consimilis Simic & Vujic, 1996
- E. dubius Baez, 1982
- E. efflatouni (Curran, 1938)
- E. elaverensis Séguy, 1961
- E. emarginatus Loew, 1848
- E. etnensis van der Goot, 1964
- E. excisus van der Goot, 1968
- E. flavitarsis

Gevlekte bollenzweefvlieg Zetterstedt, 1843
- E. funeralis

Knobbelbollenzweefvlieg Meigen, 1822
- E. graecus Becker, 1921
- E. grandis Meigen, 1822
- E. hispanicus van der Goot, 1966
- E. hungaricus Szilady, 1940
- E. lasiops Rondani, 1857
- E. latitarsis Macquart in Webb & Berthelot, 1839
- E. longicornis Loew, 1855
- E. lucidus Loew, 1848
- E. lunatus (Fabricius, 1794)
- E. minotaurus Claussen & Lucas, 1988
- E. narcissi Smith, 1928
- E. nebrodensis Rondani, 1868
- E. niehuisi Doczkal, 1996
- E. nivariae Baez, 1982
- E. niveitibia Becker, 1921
- E. nudus Loew, 1848

- E. obliquus (Fabricius, 1805)
- E. olivaceus Loew, 1848
- E. ornatus

Grootoog-bollenzweefvlieg Meigen, 1822
- E. ovatus Loew, 1848
- E. pauper Becker, 1921
- E. pulchellus Loew, 1848
- E. purpureus Macquart in Webb & Berthelot, 1839
- E. pusillus Loew, 1848
- E. richteri Stackelberg, 1960
- E. ruficornis Meigen, 1822
- E. rusticus Sack, 1932
- E. sabulonum

Duinbollenzweefvlieg (Fallen, 1817)
- E. santosabreui Baez, 1982
- E. sicilianus van der Goot, 1968
- E. sinuatus Loew, 1855
- E. sogdianus

Duistere bollenzweefvlieg Stackelberg, 1952
- E. strigata (Fallen, 1817)
- E. strigatus

Gewone bollenzweefvlieg (Fallen, 1817)
- E. sulcitibius Rondani, 1868
- E. tarsalis

Grote bollenzweefvlieg Loew, 1848
- E. tauricus Stackelberg, 1952
- E. terminalis Santos Abreu, 1924
- E. tricolor

Kalkbollenzweefvlieg (Fabricius, 1798)
- E. tuberculatus Rondani, 1857
- E. uncipes Rondani, 1850
- E. vandenberghei Doczkal, 1996